# James Worthy
James Ager Worthy (27 de febrer de 1961, Gastonia, Carolina del Nord) és un exjugador universitari i professional de bàsquet. Jugava en una posició d'aler.

## Universitat
Worthy va ser un jugador destacat dels Tar Heels de la Universitat de North Carolina guanyant el 1981 el títol de primera divisió i el 1982 el títol del campionat NCAA (el novell Michael Jordan estava també a l'equip i va anotar l'últim tir per acabar guanyant el partit, però va ser una recuperació de Worthy el que va fer decidir el partit) abans de ser triat al Draft de l'NBA de 1982 en primera posició per Los Angeles Lakers.

## NBA
Com a jugador dels Lakers, va contribuir a guanyar tres campionats de l'NBA el 1985, 1987 i 1988, sota la direcció de Pat Riley. Era molt conegut per la seva esmaixada a una mà conegut com l'estàtua de la llibertat. Encara que menys conegut que els seus companys del Hall of Fame (Saló de la Fama), Kareem Abdul Jabbar i Magic Johnson, ha estat considerat una part important de l'èxit dels Lakers a la dècada de 1980. Com un rebedor de les passades enlluernadores de Magic, era un gran finalitzador gràcies a la seva habilitat per planejar cap a la cistella aparentment sense esforç. El 1983 va ser elegit com a membre del primer equip de novells (rookies) de l'NBA. Els seus 36 punts, 16 rebots i 10 assistències del setè partit de les Finals de l'NBA de 1988 li van fer guanyar el títol de MVP (jugador més valuós) de les finals. Va començar a portar ulleres protectores després de patir una lesió greu a l'ull durant la temporada 1984-1985.
Anomenat "Big Game James" (Gran Partit James) per Chick Hearn (el comentador de tota la vida dels Lakers), Worthy va jugar en 926 partits de l'NBA, va tenir un percentatge de tir en la seva carrera de 52,1% i mitjana de 17,6 punts per partit (21,1 punts per partit de Playoff). El 2003 va entrar al Saló de la Fama del Bàsquet en la primera votació. Els Lakers van retirar la seva samarreta (número 42) després de la seva retirada.
Des de la temporada 2005-2006, Worthy treballa com a comentarista de suport per a les retransmissions de partits i els seus resums a la KCAL i les estacions de televisió KCBS a Los Angeles. També ha estat vicepresident sènior de RP & Associates, una companyia de màrqueting de Bella Beach (Califòrnia), des de febrer de 2005.

## Trivialitats
- Worthy va aparèixer com a klingon en un episodi d'Star Trek: La Nova Generació titulat "Gambit".
- L'influent músic punk Mike Watt, un fan dels Lakers de tota la vida, té un baix Alembic que té un autògraf de Worthy després que guanyés el seu tercer anell de l'NBA.